# 12-часовой формат времени

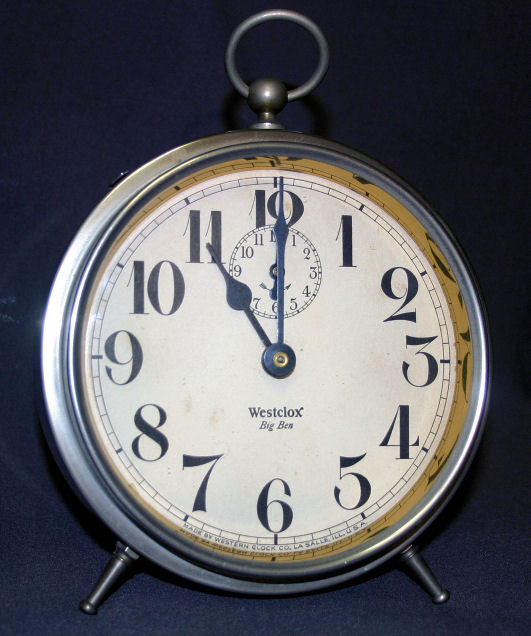
Механические часы с традиционным циферблатом

12-часовой формат исчисления времени предполагает разделение 24 часов, составляющих сутки, на два 12-часовых интервала — пополуночи (ппн) и пополудни (ппд).
В английском языке время в этих интервалах обозначается a.m. (лат. ante meridiem, дословно — «до меридиана») и p.m. (лат. post meridiem, дословно — «после меридиана»). Во многих языках 12-часовой формат используется в сочетании со словами «утра», «дня», «вечера», «ночи».

## История и применение
| Формат времени | Формат времени | Всеобщий календарь, 1877 год | Расписание поездов, 1921 год |
| 24-часовой     | 12-часовой     | Всеобщий календарь, 1877 год | Расписание поездов, 1921 год |
| -------------- | -------------- | ---------------------------- | ---------------------------- |
| 00:00          | 12:00 a.m.     | 12 ч. ночи                   | 12 ч. ночи                   |
| 01:00          | 1:00 a.m.      | 1 ч. ночи                    | 1 ч. ночи                    |
| 02:00          | 2:00 a.m.      | 2 ч. ночи                    | 2 ч. ночи                    |
| 03:00          | 3:00 a.m.      | 3 ч. ночи                    | 3 ч. ночи                    |
| 04:00          | 4:00 a.m.      | 4 ч. утра                    | 4 ч. ночи                    |
| 05:00          | 5:00 a.m.      | 5 ч. утра                    | [ 5 ]                        |
| 06:00          | 6:00 a.m.      | 6 ч. утра                    | 6 ч. утра                    |
| 07:00          | 7:00 a.m.      | 7 ч. утра                    | 7 ч. утра                    |
| 08:00          | 8:00 a.m.      | 8 ч. утра                    | 8 ч. утра                    |
| 09:00          | 9:00 a.m.      | 9 ч. утра                    | 9 ч. утра                    |
| 10:00          | 10:00 a.m.     | 10 ч. дня                    | 10 ч. утра                   |
| 11:00          | 11:00 a.m.     | 11 ч. дня                    | 11 ч. утра                   |
| 12:00          | 12:00 p.m.     | 12 ч. дня                    | 12 ч. дня                    |
| 13:00          | 1:00 p.m.      | 1 ч. дня                     | 1 ч. дня                     |
| 14:00          | 2:00 p.m.      | 2 ч. дня                     | 2 ч. дня                     |
| 15:00          | 3:00 p.m.      | 3 ч. дня                     | 3 ч. дня                     |
| 16:00          | 4:00 p.m.      | 4 ч. вечера                  | 4 ч. дня                     |
| 17:00          | 5:00 p.m.      | 5 ч. вечера                  | 5 ч. дня                     |
| 18:00          | 6:00 p.m.      | 6 ч. вечера                  | 6 ч. вечера                  |
| 19:00          | 7:00 p.m.      | 7 ч. вечера                  | 7 ч. вечера                  |
| 20:00          | 8:00 p.m.      | 8 ч. вечера                  | 8 ч. вечера                  |
| 21:00          | 9:00 p.m.      | 9 ч. вечера                  | 9 ч. вечера                  |
| 22:00          | 10:00 p.m.     | 10 ч. ночи                   | 10 ч. вечера                 |
| 23:00          | 11:00 p.m.     | 11 ч. ночи                   | 11 ч. вечера                 |

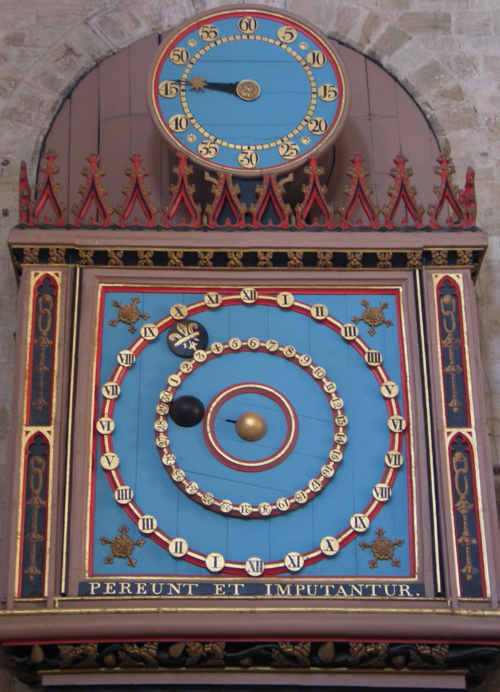
Два 12-часовых интервала на часах Эксетерского собора

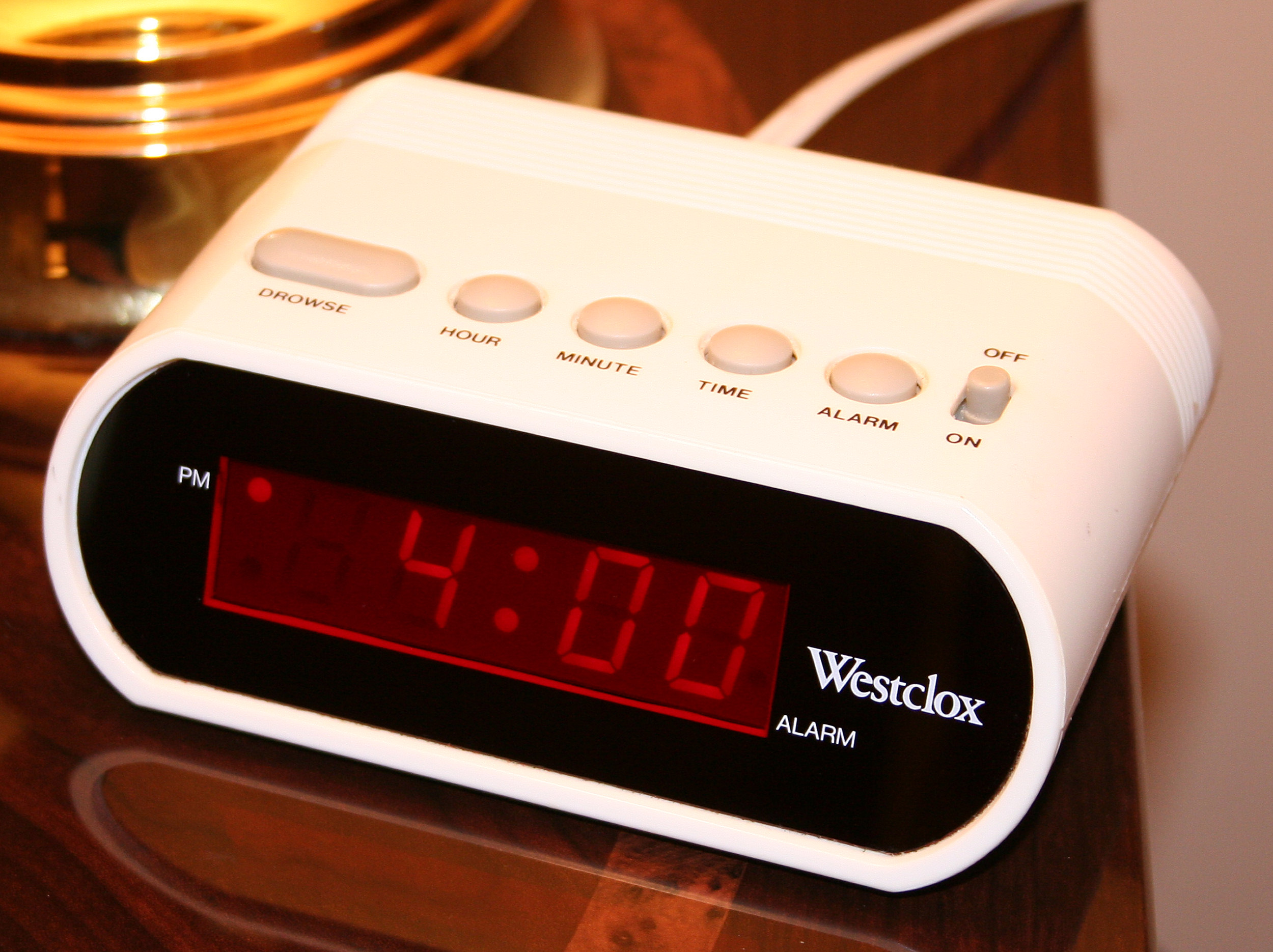
На четыре часа пополудни указывает слева индикатор PM

Применение 12-часового отсчёта времени отмечено ещё в Месопотамии и Древнем Египте. Египетские солнечные часы для использования днём и водяные часы для использования ночью были найдены в гробнице фараона Аменхотепа I. Каждые из этих часов, датируемых XV веком до н. э., разделяли соответствующие им интервалы суток на 12 часов.
12-часовой формат времени преобладает в Австралии, Канаде (за исключением Квебека), Новой Зеландии, США и на Филиппинах. Совместно с 24-часовым форматом он используется в Великобритании и некоторых других англоязычных странах, в Албании, Бразилии, Греции, Ирландии, канадском Квебеке и Франции. В остальных странах мира преобладает 24-часовой формат времени, однако 12-часовой формат широко используется в разговорной речи, что объясняется удобством произношения более кратких числительных, а также 12-часовым циклом классического циферблата часов.
12-часовой формат времени в РФ кроме уточнений «пополудни» и «пополуночи» часто применялся со словами: «утра», «дня», «вечера», «ночи» (см. таблицу), но нет сведений о законодательно установленных границах этих интервалов.
В российских официальных указателях железнодорожных, пароходных и других пассажирских сообщений конца XIX — начала XX века применялось разделение суток на две части с так называемыми «ночными часами» — от 6:00 вечера до 5:59 утра — обозначенными в расписаниях чёрточкой под цифрами минут.
Переход Российского государства на 24-часовой формат осуществлялся согласно предписанию декрета от 8 февраля 1919 года: «Время в течение суток считать от 0 до 24 часов, принимая за начало суток полночь».

## Проблема обозначения полудня и полуночи
Несмотря на наличие международного стандарта ISO 8601, 12 часов ночи и 12 часов дня обозначаются в разных странах по-разному. Это связано с тем, что в латинских словосочетаниях ante meridiem и post meridiem слово meridiem означает дословно «середина дня» или «полдень», и нет однозначности между обозначением полудня как «12 a.m.» (12 ante meridiem, или «12 часов до середины дня») или как «12 p.m.» (12 post meridiem, или «12 часов после середины дня»).
С другой стороны, полночь также можно логично назвать «12 p.m.» (12 post meridiem, 12 часов после предыдущей середины дня) или «12 a.m.» (12 ante meridiem, 12 часов до следующей середины дня).
Национальный морской музей в Гринвиче рекомендует обозначать эти временные моменты как «12 дня» и «12 ночи». То же советует и The American Heritage Dictionary of the English Language. Многие руководства по стилю, принятые в США, рекомендуют применять запись «11:59 p.m.» для обозначения конца дня (полуночи) или «12:01 a.m.» для обозначения начала дня. Эта практика широко применяется в США для юридических контрактов, расписаний автобусов, поездов, хотя из этого правила есть исключения.
Этих и других проблем не имеет 24-часовой формат времени, который применяется и в США. Он там называется «военным временем», так как используется Американской армией как для более простого сотрудничества с другими армиями мира, так и в знак уважения к их способу разбиения часов. Американская армия приняла 24-часовой формат во время Второй мировой войны.
12-часовой формат повышает вероятность допущения ошибки, поэтому в некоторых сферах (армия, авиация, космонавтика, метеорология, медицинские учреждения, спасательные службы и другие) применяется 24-часовой формат.